# Chimarra triangularis
Chimarra triangularis är en nattsländeart som beskrevs av Douglas E. Kimmins 1963. Chimarra triangularis ingår i släktet Chimarra och familjen stengömmenattsländor. Utöver nominatformen finns också underarten C. t. occidentalis.